# Вертзе (општина)
Вертзе (њем. Wörthsee) општина је у њемачкој савезној држави Баварска. Једно је од 14 општинских средишта округа Штарнберг. Према процјени из 2010. у општини је живјело 4.695 становника. Посједује регионалну шифру (AGS) 9188145.

## Географски и демографски подаци
Вертзе се налази у савезној држави Баварска у округу Штарнберг. Општина се налази на надморској висини од 560–620 метара. Површина општине износи 20,4 km². У самом мјесту је, према процјени из 2010. године, живјело 4.695 становника. Просјечна густина становништва износи 230 становника/km².